# Nertera holmboei
Nertera holmboei är en måreväxtart som beskrevs av Erling Christophersen. Nertera holmboei ingår i släktet Nertera och familjen måreväxter.
Artens utbredningsområde är Tristan da Cunha. Inga underarter finns listade i Catalogue of Life.